# Florin Bonca
Florin Bonca (n. 2 mai 1971, Șimleu Silvaniei, România) este un fost jucător român de polo pe apă care a concurat la Jocurile Olimpice de vară din 1996.